# Cross River
Cross River is een Nigeriaanse staat. De hoofdstad is Calabar, de staat heeft 3.228.182 inwoners (2007) en een oppervlakte van 20.156 km².

## Geografie
De staat is vernoemd naar de door de staat stromende rivier de Cross. Cross River is gelegen tussen de Nigerdelta en Kameroen.

## Lokale bestuurseenheden
De staat is verdeeld in 18 lokale bestuurseenheden (Local Government Areas of LGA's).
Dit zijn:
| - Abi - Akamkpa - Akpabuyo - Bakassi - Bekwarra - Biase - Boki - Calabar-Municipal - Calabar-South |  | - Etung - Ikom - Obanliku - Obubra - Obudu - Odukpani - Ogoja - Yakurr - Yala |

Abia · Adamawa · Akwa Ibom · Anambra · Bauchi · Bayelsa · Benue · Borno · Cross River · Delta · Ebonyi · Edo · Ekiti · Enugu · Gombe · Imo · Jigawa · Kaduna · Kano · Katsina · Kebbi · Kogi · Kwara · Lagos · Nassarawa · Niger · Ogun · Ondo · Osun · Oyo · Plateau · Rivers · Sokoto · Taraba · Yobe · Zamfara
Federaal district: Federal Capital Territory